# 富山県道331号黒谷上村木線
富山県道331号黒谷上村木線（とやまけんどう331ごう くろだにかみむらきせん）は、富山県魚津市を通る一般県道である。黒谷と上村木を結んでいるが、青柳と上村木の間は他の県道と重複するため、実質的には青柳が終点となる（青柳交差点での県道標識でも「ここまで」と表記されている）。

## 概要
- 起点：富山県魚津市黒谷字前田
- 終点：富山県魚津市上村木字大川原

## 通過する自治体
- 富山県
  - 魚津市

## 交差・重複している道路
- 富山県道128号阿弥陀堂魚津停車場線
- 富山県道132号三箇吉島線
- 新川広域農道
- 富山県道67号宇奈月大沢野線